# Jürgen Birlinger
Jürgen Birlinger (* 20. Juni 1965) trat bis 2003 als Liedermacher und Gitarrist auf.

## Werdegang
Birlinger wuchs im Landkreis Freising auf. 1983 absolvierte er dort die Fachoberschule und studierte anschließend an der Hochschule München im Studiengang Elektrotechnik, den er 1988 als Diplom-Ingenieur beendete.
Ab 1987 trat er zusammen mit dem Gitarristen und Liedermacher Ricardo Volkert als Duo „Birlinger und Volkert“ auf. In dieser Besetzung erfolgten eine CD-Veröffentlichung und verschiedene Auszeichnungen (u. a. „Förderpreis für junge Songpoeten“ von der Hanns-Seidel-Stiftung). Eine 1994 vom Goethe-Institut organisierte dreiwöchige Tournee durch Brasilien bildete den Abschluss dieser Zusammenarbeit.
Von 1995 bis 2000 arbeitete Birlinger für fünf Jahre mit der Berliner Liedermacherin Bettina Wegner als Tourgitarrist und Arrangeur zusammen. In dieser Konstellation erfolgten Konzertmitschnitte in Rundfunk- und Fernsehen, im Jahr 1995 ein gemeinsamer Auftritt mit Angelo Branduardi und im Jahr 1998 ein gemeinsames Konzert mit Georges Moustaki.
Ab 1998 trat Jürgen Birlinger als Solo-Künstler mit eigener Band auf. Es folgen CD-Veröffentlichungen mit mehreren Platzierungen in den Top Ten der deutschen Media Control Charts / Deutsche Airplay Charts. 2003 beendete er die Arbeit als Liedermacher. Später verlegte er sich auf Aktivitäten als Coach.
Birlinger lebt in Seefeld bei München.

## Diskografie

### Alben
- 1993: Willkommen im Karussell[3][4] (Jay Bee Records)
- 2003: Dinge die man nie mehr vergisst[5] (Koch Universal)

### Singles
- 2000: Dinge die man nie mehr vergisst[6][7] - Jay Bee Records (LC 05376) 181.450
- 2001: Vitamin B[8] - Jay Bee Records (LC 05376) JBR 01-01-001
- 2003: Pass auf![9] - Koch Music (LC 10843) 01 97 532
- 2003: Mach mal Pause[10] - Koch Universal (LC 12677)
- 2003: Mei ureignes Gfühl[11] - Koch Universal (LC 12677)
- 2008: I am from Bavaria[12] - Vista Music (LC 18593) VR-08-0001

## Auftritte (Auswahl)
- 1992: Nürnberger Bardentreffen[13]
- 1993: Songs an einem Sommerabend (u. a. mit Reinhard Mey, Hannes Wader)
- 1993: Mainzer Unterhaus
- 1994: Tournee in Brasilien (Goethe-Institut)
- 1995: Konzerttourneen[14] mit Bettina Wegner
- 2001: ARD Wunschbox
- 2002: BR1 Sommerreise
- 2003: ZDF Sonntagskonzert
- 2003: Olympiahalle München (Radio Arabella)

## Chart-Platzierungen (Media Control / Deutsche Airplay Charts)
- Pass auf[9] - Platz 4 (Deutsch Pop)
- Vitamin B[8] - Platz 6 (Deutsch Rock)
- Mach mal Pause[15] - Platz 8 (Deutsch Rock)
- Mei ureignes Gfühl[16] - Platz 10 (Deutsch Rock)

## Auszeichnungen
- 1992: Preisträger Kronacher Liederfestival
- 1993: Förderpreis für junge Songpoeten (Hanns-Seidel-Stiftung)
- 1999: Kulturförderpreis Landkreis Freising[17]
- 1999: Hallertauer Kleinkunstpreis[18]